# Jacques Oudin
Jacques Oudin (7 de octubre de 1939-20 de marzo de 2020) fue un político francés, miembro del Senado de Francia de 1986 a 2004, en representación del departamento de Vendée.

## Carrera
El hijo de la viajera ucraniana Sofia Yablonska.
En 1986, fue elegido senador de Vendée, siendo candidato en una lista disidente que evitó que el exministro de RPR, Vincent Ansquer, fuera elegido él mismo. Fue reelegido en 1995, pero derrotado en 2004. Durante estos dos períodos, formó parte de la Comisión de Finanzas, Control Presupuestario y Cuentas Económicas de la Nación, de la cual fue secretario y vicepresidente. En 1994, se le asignó una misión temporal hacia el ministro del Interior y Planificación Regional, relacionada con la continuidad territorial y el desarrollo económico de Córcega. En 1996, el primer ministro le confió una misión sobre las condiciones para el desarrollo de fundaciones democráticas con vocación política.
Jacques Oudin es graduado de HEC Paris, Sciences Po y ENA.

## Fallecimiento
Oudin murió el 20 de marzo de 2020 a los 80 años, por COVID-19.

## Honores
- Caballero de la Legión de Honor
- Oficial de Ordre national du Mérite (2009)
- Caballero de la Orden del Mérito Agrícola
- Caballero de la Ordre des Palmes académiques